# Rafael González Gosálbez
Rafael González Gosálbez (Alicante, 1966) es un escritor español, licenciado en Filología Hispánica, perteneciente a la llamada "Generación Bradomín".

## Obra
- 013 varios:informe prisión (1987). Premio Nacional Marqués de Bradomín para Jóvenes Autores del Ministerio de Cultura en colaboración con Francisco Sanguino.
- Descubrimiento (1990). Accésit del Premio Nacional Marqués de Bradomín para Jóvenes Autores del Ministerio de Cultura en colaboración con Francisco Sanguino.
- La confesión de un hijo de puta (1991), en colaboración con Francisco Sanguino.
- La pesadilla (1991). Premio Ciudad de Alcoy.
- Metro (1992), en colaboración con Francisco Sanguino. Representó a la dramaturgia española en el Encuentro España-Argentina del Ministerio de Cultura en 1995 y se representó en la Muestra de Autores de Teatro Español Contemporáneo.
- Creo en Dios (1994), en colaboración con Francisco Sanguino. Premio Ciudad de San Sebastián 1995.
- Bienvenidos a diablo (1995). Accésit Premio Marqués de Bradomín.[2]